# جام در جام اروپا ۷۱–۱۹۷۰
فصل ۷۱–۱۹۷۰، از مسابقات فوتبال جام برندگان جام اروپا، با برتری ۲ بر ۱ چلسی مقابل رئال مادرید در فینال این رقابت‌ها و در بازی تکراری، در ورزشگاه کارایسکاکیس به پایان رسید.

## دور مقدماتی
| تیم #۱                | در مجموع. | تیم #۲                         | دور رفت               | دور برگشت             |
| --------------------- | --------- | ------------------------------ | --------------------- | --------------------- |
| Åtvidabergs FF        | 1–3       | باشگاه فوتبال پارتیزانی تیرانا | 1–1 (گزارش) (گزارش ۲) | 0–2 (گزارش) (گزارش ۲) |
| باشگاه فوتبال بوهمیان | 3–4       | باشگاه فوتبال فاستاو زلین      | 1–2 (گزارش) (گزارش ۲) | 2–2 (گزارش) (گزارش ۲) |

## دور اول
| تیم #۱                       | در مجموع.                       | تیم #۲                         | دور رفت               | دور برگشت                         |
| ---------------------------- | ------------------------------- | ------------------------------ | --------------------- | --------------------------------- |
| باشگاه فوتبال کیکرز اوفنباخ  | 2–3                             | باشگاه فوتبال کلوب بروژ        | 2–1 (گزارش) (گزارش ۲) | 0–2 (گزارش) (گزارش ۲)             |
| باشگاه فوتبال زوریخ          | 14–1                            | IB Akureyri                    | 7–1 (گزارش) (گزارش ۲) | 7–0 (گزارش) (گزارش ۲)             |
| باشگاه فوتبال زسکا صوفیه     | 11–1                            | باشگاه فوتبال هاکا             | 9–0 (گزارش) (گزارش ۲) | 2–1 (گزارش) (گزارش ۲)             |
| باشگاه فوتبال آریس سالونیک   | 2–6                             | باشگاه فوتبال چلسی             | 1–1 (گزارش) (گزارش ۲) | 1–5 (گزارش) (گزارش ۲)             |
| باشگاه فوتبال آبردین         | 4–4 (ضربات پنالتی (فوتبال))     | باشگاه فوتبال بوداپست هونود    | 3–1 (گزارش) (گزارش ۲) | 1–3 (وقت اضافه) (گزارش) (گزارش ۲) |
| باشگاه فوتبال منچستر سیتی    | 2–2 (قانون گل زده در خانه حریف) | باشگاه فوتبال لینفیلد          | 1–0 (گزارش) (گزارش ۲) | 1–2 (گزارش) (گزارش ۲)             |
| باشگاه ورزشی گوزتپه          | 5–1                             | US Luxembourg                  | 5–0 (گزارش) (گزارش ۲) | 0–1 (گزارش) (گزارش ۲)             |
| باشگاه فوتبال اوبی           | 1–9                             | باشگاه فوتبال گورنیک زابژه     | 0–1 (گزارش) (گزارش ۲) | 1–8 (گزارش) (گزارش ۲)             |
| باشگاه فوتبال فاستاو زلین    | 2–2 (قانون گل زده در خانه حریف) | باشگاه فوتبال پی‌اس‌وی آیندهوون  | 2–1 (گزارش) (گزارش ۲) | 0–1 (گزارش) (گزارش ۲)             |
| باشگاه فوتبال کارپاتی لووف   | 3–4                             | باشگاه فوتبال استوا بخارست     | 0–1 (گزارش) (گزارش ۲) | 3–3 (گزارش) (گزارش ۲)             |
| Olimpija Ljubljana           | 2–9                             | باشگاه فوتبال بنفیکا           | 1–1 (گزارش) (گزارش ۲) | 1–8 (گزارش) (گزارش ۲)             |
| باشگاه فوتبال اف‌سی فرانکفورت | 1–1 (قانون گل زده در خانه حریف) | باشگاه فوتبال بولونیا          | 0–0 (گزارش) (گزارش ۲) | 1–1 (گزارش) (گزارش ۲)             |
| باشگاه فوتبال کاردیف سیتی    | 8–0                             | Pezoporikos Larnaca            | 8–0 (گزارش) (گزارش ۲) | 0–0 (گزارش) (گزارش ۲)             |
| Strømsgodset I.F.            | 3–7                             | باشگاه فوتبال نانت             | 0–5 (گزارش) (گزارش ۲) | 3–2 (گزارش) (گزارش ۲)             |
| Hibernians FC                | 0–5                             | باشگاه فوتبال رئال مادرید      | 0–0 (گزارش) (گزارش ۲) | 0–5 (گزارش) (گزارش ۲)             |
| FC Wacker Innsbruck          | 5–3                             | باشگاه فوتبال پارتیزانی تیرانا | 3–2 (گزارش) (گزارش ۲) | 2–1 (گزارش) (گزارش ۲)             |

## دور دوم
| تیم #۱                        | در مجموع.                   | تیم #۲                       | دور رفت               | دور برگشت             |
| ----------------------------- | --------------------------- | ---------------------------- | --------------------- | --------------------- |
| باشگاه فوتبال کلوب بروژ       | 4–3                         | باشگاه فوتبال زوریخ          | 2–0 (گزارش) (گزارش ۲) | 2–3 (گزارش) (گزارش ۲) |
| باشگاه فوتبال زسکا صوفیه      | 0–2                         | باشگاه فوتبال چلسی           | 0–1 (گزارش) (گزارش ۲) | 0–1 (گزارش) (گزارش ۲) |
| باشگاه فوتبال بوداپست هونود   | 0–3                         | باشگاه فوتبال منچستر سیتی    | 0–1 (گزارش) (گزارش ۲) | 0–2 (گزارش) (گزارش ۲) |
| باشگاه ورزشی گوزتپه           | 0–4                         | باشگاه فوتبال گورنیک زابژه   | 0–1 (گزارش) (گزارش ۲) | 0–3 (گزارش) (گزارش ۲) |
| باشگاه فوتبال پی‌اس‌وی آیندهوون | 7–0                         | باشگاه فوتبال استوا بخارست   | 4–0 (گزارش) (گزارش ۲) | 3–0 (گزارش) (گزارش ۲) |
| باشگاه فوتبال بنفیکا          | 2–2 (ضربات پنالتی (فوتبال)) | باشگاه فوتبال اف‌سی فرانکفورت | 2–0 (گزارش) (گزارش ۲) | 0–2 (گزارش) (گزارش ۲) |
| باشگاه فوتبال کاردیف سیتی     | 7–2                         | باشگاه فوتبال نانت           | 5–1 (گزارش) (گزارش ۲) | 2–1 (گزارش) (گزارش ۲) |
| باشگاه فوتبال رئال مادرید     | 2–1                         | FC Wacker Innsbruck          | 0–1 (گزارش) (گزارش ۲) | 2–0 (گزارش) (گزارش ۲) |

## یک‌چهارم نهایی

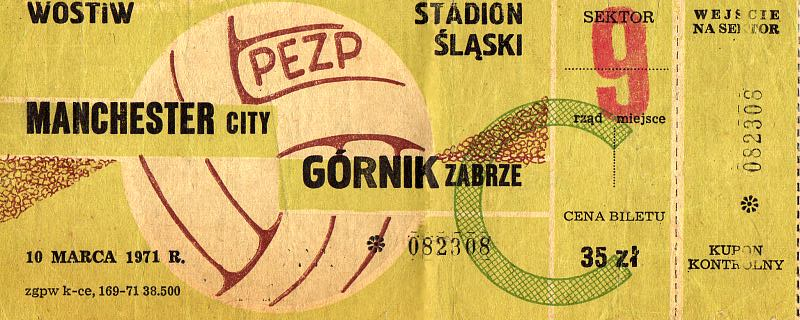
بلیط بازی منچسترسیتی و گورنیک زابژه در خوژوف

| تیم #۱                        | در مجموع. | تیم #۲                       | دور رفت                                                               | دور برگشت                                                                         | پلی‌آف                 |
| ----------------------------- | --------- | ---------------------------- | --------------------------------------------------------------------- | --------------------------------------------------------------------------------- | --------------------- |
| باشگاه فوتبال کلوب بروژ       | 2–4       | باشگاه فوتبال چلسی           | 2–0 (گزارش) (گزارش ۲)                                                 | 0–4 (وقت اضافه) (گزارش) (گزارش ۲)                                                 |                       |
| باشگاه فوتبال گورنیک زابژه    | 2–2       | باشگاه فوتبال منچستر سیتی    | 2–0 (گزارش بایگانی‌شده در ۱۷ مارس ۲۰۱۴ توسط Wayback Machine) (گزارش ۲) | 0–2 (وقت اضافه) (گزارش بایگانی‌شده در ۱۷ مارس ۲۰۱۴ توسط Wayback Machine) (گزارش ۲) | 1–3 (گزارش) (گزارش ۲) |
| باشگاه فوتبال پی‌اس‌وی آیندهوون | 2–1       | باشگاه فوتبال اف‌سی فرانکفورت | 2–0 (گزارش بایگانی‌شده در ۱۷ مارس ۲۰۱۴ توسط Wayback Machine) (گزارش ۲) | 0–1 (گزارش بایگانی‌شده در ۱۷ مارس ۲۰۱۴ توسط Wayback Machine) (گزارش ۲)             |                       |
| باشگاه فوتبال کاردیف سیتی     | 1–2       | باشگاه فوتبال رئال مادرید    | 1–0 (گزارش بایگانی‌شده در ۱۷ مارس ۲۰۱۴ توسط Wayback Machine) (گزارش ۲) | 0–2 (گزارش بایگانی‌شده در ۱۷ مارس ۲۰۱۴ توسط Wayback Machine) (گزارش ۲)             |                       |

## نیمه‌نهایی
| تیم #۱                        | در مجموع. | تیم #۲                    | دور رفت | دور برگشت |
| ----------------------------- | --------- | ------------------------- | ------- | --------- |
| باشگاه فوتبال چلسی            | 2–0       | باشگاه فوتبال منچستر سیتی | 1–0     | 1–0       |
| باشگاه فوتبال پی‌اس‌وی آیندهوون | 1–2       | باشگاه فوتبال رئال مادرید | 0–0     | 1–2       |

## فینال
| باشگاه فوتبال چلسی | ۱–۱           | باشگاه فوتبال رئال مادرید |
| ------------------ | ------------- | ------------------------- |
| پیتر آسگود ۵۶'     | گزارش گزارش ۲ | ایگناسیو زوکو ۹۰'         |

### تکرار
| باشگاه فوتبال چلسی                                        | ۲–۱           | باشگاه فوتبال رئال مادرید |
| --------------------------------------------------------- | ------------- | ------------------------- |
| جان دمپسی (بازیکن فوتبال، زاده ۱۹۴۶) ۳۳' · پیتر آسگود ۳۹' | گزارش گزارش ۲ | Fleitas ۷۵'               |